# Arctosa variana
Arctosa variana este o specie de păianjeni din genul Arctosa, familia Lycosidae, descrisă de C. L. Koch, 1847. Conform Catalogue of Life specia Arctosa variana nu are subspecii cunoscute.